# Кремлёвцы
Кремлёвцы — охрана  Кремля в октябре 1917 года.

## Происхождение названия
Солдаты караульного батальона 56-го пехотного запасного полка, солдаты кремлёвского гарнизона, арсенальная команда и прикомандированные к арсеналу бойцы 683-й Харьковской дружины.
Все эти части были большевистскими.

## История
В ночь на 26 октября 1917 года юнкера, заняв Манеж и Думу, попытались захватить Кремль, но караул у  Троицких ворот отказался открыть их без приказа ВРК.
Вечером 27 октября командующий белыми войсками полковник Рябцев предъявил ВРК ультиматум, потребовав, в частности, вывода 56-го полка из Кремля. ВРК отверг ультиматум.
Общее собрание 56-го полка решило Кремль не сдавать. Каждая рота должна была по тревоге занять закреплённую за ней часть Кремлёвской стены.
Но они попались на провокацию.
Утром 28 октября Рябцев по телефону заявил коменданту Кремля прапорщику О. М. Берзину, что революционные войска в Москве разоружены, и что во избежание кровопролития необходимо сдать Кремль. В случае отказа будет открыт артиллерийский огонь. Так как телефонная станция была занята юнкерами (и они якобы от имени Моссовета подтверждали сказанное Рябцевым), а Кремль окружён, то проверить информацию было нельзя. Информация походила на правду, так как ночью так и не пришло обещанное ВРК подкрепление. Берзин дал команду открыть Боровицкие ворота.
Однако большинство гарнизона не успели известить об этом. И, когда юнкера ворвались в Кремль, на Сенатской площади закипел бой. После окончания боя разъярённые юнкера сбрасывали солдат с кремлёвских стен, а часть расстреляли перед арсеналом.

## Похороненные у Кремлёвской стены
На  Братской могиле у Кремлёвской стены выгравированы 23 фамилии, но биография известна только одного  Дудинского И. А.
Все они погибли 28 октября 1917 года.
- Агафошин С. — солдат кремлёвского гарнизона
- Горюнов Сергей — солдат 56-го пехотного запасного полка
- Звонов — солдат кремлёвского гарнизона
- Зимин И. — солдат 56-го пехотного запасного полка
- Иванов И. — солдат кремлёвского гарнизона
- Кокорев Сергей  — солдат кремлёвского гарнизона
- Косарев А. — солдат арсенальной команды
- Коспяник П. — солдат кремлёвского гарнизона
- Крашенильников В. — солдат 683-й Харьковской дружины
- Лещиков А. — солдат кремлёвского гарнизона
- Лизенко Ф. — солдат кремлёвского гарнизона
- Лысенков Ф. — солдат кремлёвского гарнизона
- Петухов И. — солдат арсенальной команды
- Романов В. — солдат кремлёвского гарнизона
- Рыжев М. — старший унтер-офицер 56-го пехотного запасного полка
- Смирнов А. — солдат кремлёвского гарнизона
- Сологудинов Ф. — солдат кремлёвского гарнизона
- Сопляков — солдат кремлёвского гарнизона
- Фёдоров С. — солдат арсенальной команды
- Хохлов С. — солдат кремлёвского гарнизона
- Ципляков С. — солдат кремлёвского гарнизона
- Шефаревич В. — солдат кремлёвского гарнизона

## Память
7 ноября 1920 года Ленин присутствовал на открытии в арсенале клуба в память защитников Кремля и выступил с речью.
7 ноября 1927 года на стене арсенала, близ места расстрела, повесили металлическую мемориальную доску с 23 фамилиями. В 1980 году заменили на гранитную.

## Примечание
Написание пяти фамилий на мемориальной доске и соответственно повторенные на Братской могиле, расходятся с архивными и газетными списками убитых.
В них значится:
- Дудзинский
- Звонков — возможно газетная опечатка
- Крашенинников
- Мизенко — возможно газетная опечатка
- М. Рыжов и (П. Рыжов)